# Gospel Oak to Barking Line
La línia Gospel Oak to Barking Line és una línia de ferrocarril del nord i l'est de Londres que connecta Gospel Oak al North London i Barking a East London com a part de la xarxa de London Overground. És coneguda també com a Goblin (Gospel Oak to Barking LINe). A diferència de la resta de ferrocarrils de Londres, la línia no passa per la zona 1 del sistema tarifari. Tradicionalment la línia ha tingut un paper menor en el sistema de transport de Londres; encara que està rebent inversions significants per incrementar la seva capacitat. Està classificada com a línia de rodalia de Londres i South East London.

## Història

### Línies originals
La línia existeix en l'actual forma des de 1981; però, la major part de la línia és una fusió de línies construïdes al segle xix. La secció principal de la línia actual, entre South Tottenham i Woodgrange Park, va ser construïda com Tottenham and Forest Gate Railway, un projecte conjunt entre Midland Railway i London, Tilbury and Southend Railway. Aquest tram es va obrir el 9 de juliol de 1894, unint-se amb Midland and Great Eastern Line a South Tottenham, i Forest Gate i Barking Line a Woodgrange Park. El tram oest de South Tottenham va ser construït originàriament com Tottenham and Hampstead Junction Railway, que va obrir el 1868, però no va tenir èxit com un sol ferrocarril.

### Introducció de la ruta actual
La situació va començar a millorar el 1981 quan es va electrificar i millorar la línia. Es va construir un nou enllaç amb Gospel Oak i el servei des de Kentish Town es va substituir pel servei entre Gospel Oak i Barking.

### Operadors privats
Inicialment formava part de British Rail Network SouthEast, la línia va ser privatitzada el 1994, passant les vies a ser propietat de Railtrack (en endavant, Network Rail) amb serveis facilitats per North London Railways. L'operador va ser concedit a North London Railways Ltd i després van passar a National Express el 1997, que va operar sota la marca de Silverlink fins al novembre de 2007. Sota Silverlink, els trens van ser substituïts per les actuals unitats class 150 el 2000, que van millorar significativament la fiabilitat. També hi va haver petites millores en les instal·lacions, però les inversions més importants per actualitzat i augmentar la capacitat de la línia no van arribar.

### London Overground
En els darrers anys, l'ús del tren ha augmentat considerablement a Londres en moltes línies a Central London circulan a la màxima capacitat. Això ha portat a Gospel Oak & Barking Line a adquirir una nova importància estratègica com a bypass, alleujant la càrrega del Central London, permeten viatjar entre el nord i l'est de Londres directament.
La llei de ferrocarrils Railways Act 2005 va abolir la franquícia i la desconcentració de l'operació dels serveis de passatgers de la línia cap a Transport for London (TfL). El 2005 TfL va començar a finançar i augmentar serveis en hora punta i al vespre a la línia per alleujar la saturació de la línia.
TfL va prendre el control total sobre la línia el novembre de 2007, va introduir millores als serveis de servpre i caps de setmana, així com l'augment de personal, màquines de bitllets i Oyster card a totes les estacions. Ara la línia apareix al mapa del metro.

## Operacions actuals
Els serveis de passatgers a la línia són operats per London Overground, els serveis habituals són de tos trens per hora en cada direcció en hora vall. En hora punta hi ha un tren extra per hora. Per la línia també circulen serveis de mercaderies operats per EWS and Freightliner. La línia és molt utilitzada pel transport de mercaderies, ja que forma part de la ruta orbital al voltant de Londres, connectant amb moltes rutes radials, i North London Line.
Hi ha altres operadors de passatgers que utilitzen parts de la línia tot i que són poc freqüents. c2c executa alguns serveis al dia que utilitzen l'extrem est de la línia per anar de Barking a Stratford, passant per Woodgrange Park. National Express East Anglia té un servei setmanal de Liverpool Street a Seven Sisters via Stratford i South Tottenham.

## Actualització de la línia
Tota la línia es va tancar durant la major part del mes de setembre de 2008 per obres de millora realitzades per Network Rail. Les obres formaven part d'un projecte per augmentar la capacitat de la línia de 6 trens a 8 per hora (4 de passatgers i 4 de mercaderies).

## Futur
El novembre de 2007 Transport for London (TfL) va prendre el control dels serveis de passatgers, com a part de London Overground, amb la intenció de millorar les instal·lacions de les estacions i ampliar la freqüència dels serveis.

### Canvis confirmats
TfL ha confirmat diversos canvis a la línia:
- Com a part de les obres per preparar la línia per a un 4t servei, la línia tindrà talls totals o parcials entre febrer i octubre de 2009.
- Introducció d'un 4t servei a partir de setembre de 2009.
- 8 nous trens British Rail Class 172 a partir de 2010.
- Introducció de trens de 3 cotxes.